# Christo et Jeanne-Claude
« Christo » redirige ici. Pour les articles homophones, voir Cristaux et Cristo.
 (mai 2012).
Si vous disposez d'ouvrages ou d'articles de référence ou si vous connaissez des sites web de qualité traitant du thème abordé ici, merci de compléter l'article en donnant les références utiles à sa vérifiabilité et en les liant à la section « Notes et références ».
Christo et Jeanne-Claude, est le nom d'artiste sous lequel est identifiée l'œuvre commune de Christo Vladimiroff Javacheff, né le 13 juin 1935 à Gabrovo en Bulgarie et mort le 31 mai 2020  à New York,, et de Jeanne-Claude Denat de Guillebon, née (le même jour) le 13 juin 1935 à Casablanca au Maroc et morte le 18 novembre 2009  à New York. Ce couple d'artistes contemporains s'est rendu célèbre à la fois par le gigantisme de ses réalisations et par leur caractère éphémère.

## Biographie

### Christo Javacheff
Né à Gabrovo en Bulgarie le 13 juin 1935, il se dit bulgare macédonien d'origine tchèque. Son père possédait une usine de textile et sa mère était secrétaire générale de l’Académie des Beaux-Arts de Sofia jusqu’en 1931. Sa mère avait fui la Macédoine en 1913, fuyant la Deuxième guerre balkanique. La famille de Christo a beaucoup servi de refuge à des artistes et des amis fuyant les bombardements des villes par les Alliés.
Au nombre des souvenirs d’enfance de Christo figurent aussi les corps de partisans exécutés dans les rues et l'entrée de l’Armée rouge en Bulgarie en 1944. Le père de Christo a été harcelé et emprisonné par le nouveau régime communiste pour « sabotage ». On peut donc dire que l’enfance de Christo a été assez rude et qu’elle a sûrement eu un impact important sur l’artiste. Très tôt il eut des contacts avec l’art. À l’âge de 6 ans, il fit des portraits de nombreuses femmes du village. En 1953, il débuta sa formation artistique aux Beaux-Arts de Sofia où il étudia la peinture, la sculpture et l’architecture jusqu’en 1956. Il est chargé, par le pouvoir en place, d'aménager les abords du train Orient-Express pour donner aux passagers occidentaux une image riante de la Bulgarie. Cependant, en raison de la forte propagande du régime, seuls les vrais partisans du parti communiste pouvaient accéder au diplôme, ce que Christo n’était pas. En effet, Christo défiait le système en peignant des toiles allant à l’encontre de l’idéologie (comme des paysans se reposant). Il eut donc quelques ennuis avec le réalisme socialiste qui était la norme et qui imposait un traitement marxiste-léniniste des sujets comme du style. Il décide en 1956 de fuir à Vienne.
Il s’installe à Paris en 1958. Pour vivre il fait des portraits à l'huile qu'il signe de son nom « Javacheff » et c'est en livrant le portrait de l'épouse du général Jacques de Guillebon, directeur de l'École polytechnique, qu'il rencontre leur fille Jeanne-Claude, une « rousse flamboyante comme empaquetée d'un film plastique ». En 1963, il côtoie le groupe des nouveaux réalistes. Ses premières œuvres sont des peintures abstraites et des empaquetages d’objets (bouteilles, bidons, cartons, tables, etc.) ou de modèles vivants dans de la toile ou du plastique. En 1964, il empaquette d'un voile transparent la statue du Printemps réalisée par Paul Niclausse sur le parvis du Trocadéro,.
Il meurt le 31 mai 2020 à New York.

### Jeanne-Claude Denat de Guillebon
Française, elle est née à Casablanca au Maroc (où son père, un officier de l'armée, était en poste) — Christo et elle seraient nés le même jour à la même heure. Sa mère, Précilda, avait 17 ans lorsqu'elle a épousé le père de Jeanne-Claude, le major Léon Denat. Précilda et Léon Denat ont divorcé peu de temps après la naissance de Jeanne-Claude et Précilda s'est remariée trois fois.
Pendant la Seconde Guerre mondiale, Jeanne-Claude a vécu avec la famille de son père pendant que sa mère combattait dans la Résistance française. En 1946, Précilda épouse l’influent général Jacques de Guillebon. La famille a vécu à Berne de 1948 à 1951, puis en Tunisie de 1952 jusqu'à leur retour à Paris en 1957. Elle passe son baccalauréat de philosophie et de latin en 1952 à Tunis.
Elle rencontre Christo Javacheff en 1958, année qui marque le début de leur collaboration. Christo travaillait déjà à Paris en tant qu’artiste ; l'année suivante, elle quitte son mari pour épouser Christo.
Après avoir émigré aux États-Unis en 1964 et s'être installés à New York, ils commencent à réaliser des projets de grande envergure, intervenant de façon directe et éphémère sur des édifices, des monuments ou des paysages entiers.
À l’origine, le couple signe ses œuvres « Christo ». À partir de 1994, ils prennent la décision de changer leur nom pour « Christo et Jeanne-Claude ». Tous deux sont reconnus comme coauteurs de chacune de leurs installations. Le projet est conçu en collaboration, puis le travail est divisé : Christo développe l’œuvre à l'aide de maquettes et de dessins, tandis que Jeanne-Claude se charge d’assurer les démarches administratives et coordonne la réalisation. Porte-parole du couple, elle passe ainsi plusieurs années à défendre leurs projets lors de nombreuses audiences publiques, devant des tribunaux et à l'occasion de sessions parlementaires. À titre d'exemple, il leur aura fallu dix ans pour emballer le Pont-Neuf à Paris (1985) et vingt-cinq ans de préparatifs avant de pouvoir empaqueter le Reichstag de Berlin, en Allemagne (1995).
Jeanne-Claude travaillait sur un projet, conçu en 1992, de suspension d'une toile de dix kilomètres au-dessus de la rivière Arkansas (Colorado) quand elle meurt en novembre 2009 à New York des suites d'une rupture d'anévrisme.

### Vie privée
Depuis 1964, le couple, naturalisé américain, vivait à New York, dans le quartier de SoHo, à la lisière du quartier chinois. 

« […] L'atelier de Christo est au 5e étage — il n'y a pas d'ascenseur — c'est leur seul et unique domicile. »

## Démarche
Le couple met en scène toiles, câbles et structures métalliques, pour créer des œuvres éphémères qui durent deux semaines en moyenne. Leur travail consiste en l'« empaquetage » de lieux, de bâtiments, de monuments, de parcs et de paysages. Ils s’approprient un lieu ce que l’on appelle une œuvre in situ. Certaines de leurs œuvres pionnières se rapprochent du Land art en raison de leur gigantisme ou plus généralement de leur réalisation hors des traditionnels sites : atelier, galerie, musée. Le couple refuse cependant l'appellation « Land Art », précisant que ses interventions ne sont jamais réalisées dans le désert : un argument assez discutable au regard de la diversité des pratiques de ce mouvement artistique. Ils prétendent s'intéresser à la structure, à l'usage, à la beauté ou à la dimension symbolique des lieux sur lesquels ils interviennent temporairement, qu'ils « révèlent en cachant ».
Christo et Jeanne-Claude réalisent un travail monumental et éphémère, c’est ce qui marque leur originalité, prendre autant de temps uniquement pour un résultat qui ne durera qu'un court laps de temps. Selon Albert Elsen, « aucun artiste de l’histoire n’a passé autant de temps à voyager pour se présenter lui-même ainsi que son œuvre. Le succès de leurs projets auprès du public […] est dû pour une part non négligeable à leur facilité de contact et à leurs dons naturels de pédagogues. Ils furent les premiers créateurs à étudier de lui-même l’impact tant humain qu’environnemental de leurs projets. La plupart des artistes pensent que l’éducation du public prend trop de temps au détriment de leur travail ». Pour Christo, « l’interactivité verbale avec le public » fait partie intégrante de sa créativité. Toujours selon lui, « son art est le résultat d’une réflexion et d’une intuition esthétique imposée à un environnement naturel et construit ».

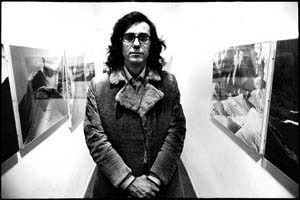
Christo en 1972.

Christo est un ingénieur et un entrepreneur, réalisant des projets techniques alors qu’il n’a aucune formation dans le génie civil. L’œuvre de Christo et Jeanne-Claude, c’est aussi l’art de travailler en équipe avec de grands moyens. Toute l’organisation et la logistique de leurs œuvres font partie intégrante de leur art. Comme le disait Marina Vaizey, «sa méthode est inséparable de son art ».
L'œuvre de Christo et Jeanne-Claude est éphémère. Pour Christo, « l'urgence d'être vu est d'autant plus grande que demain tout aura disparu… Personne ne peut acheter ces œuvres, personne ne peut les posséder, personne ne peut les commercialiser, personne ne peut vendre des billets pour les voir… Notre travail parle de liberté ». Le travail de Christo et Jeanne-Claude est la création d'objets temporaires de grande échelle conçus pour des sites extérieurs spécifiques.

## Principales réalisations

### Iron Curtain-Mur de barils de pétrole
Apatride sans passeport, réfugié d’un pays communiste, Christo fut révolté par la construction du mur de Berlin en août 1961. Lui et Jeanne-Claude conçoivent le projet de barrer la rue Visconti à Paris par un mur de barils de pétrole, mais la mairie leur refuse l'autorisation en dépit du descriptif détaillé. Malgré l'interdiction, le 27 juin 1962, les artistes profitent de la nuit pour bloquer la rue pendant huit heures et réaliser leur mur de 89 barils haut de 4,30 m. Ils sont emmenés au commissariat sans être poursuivis. Ils souhaitèrent des années plus tard réaliser à New York un projet identique en fermant la 53e rue avec 441 barils.
Avec cette œuvre, Christo et Jeanne-Claude font descendre l’art dans la rue en se servant de barils de pétrole et de la présence des passants même s'ils n’ont pas tous approuvé le message de l’œuvre. Cette nouveauté dans l’art et l’insistance sur le caractère temporaire ont toujours été fondamentales dans l’approche artistique de Christo et Jeanne-Claude. Cependant, selon les périodes, Christo et Jeanne-Claude ont donné des explications différentes sur leurs motivations (protestation contre la société de consommation, message d'alarme sur une France coupée en deux, simple installation artistique de bidons…).

### Valley Curtain(1970-1972)

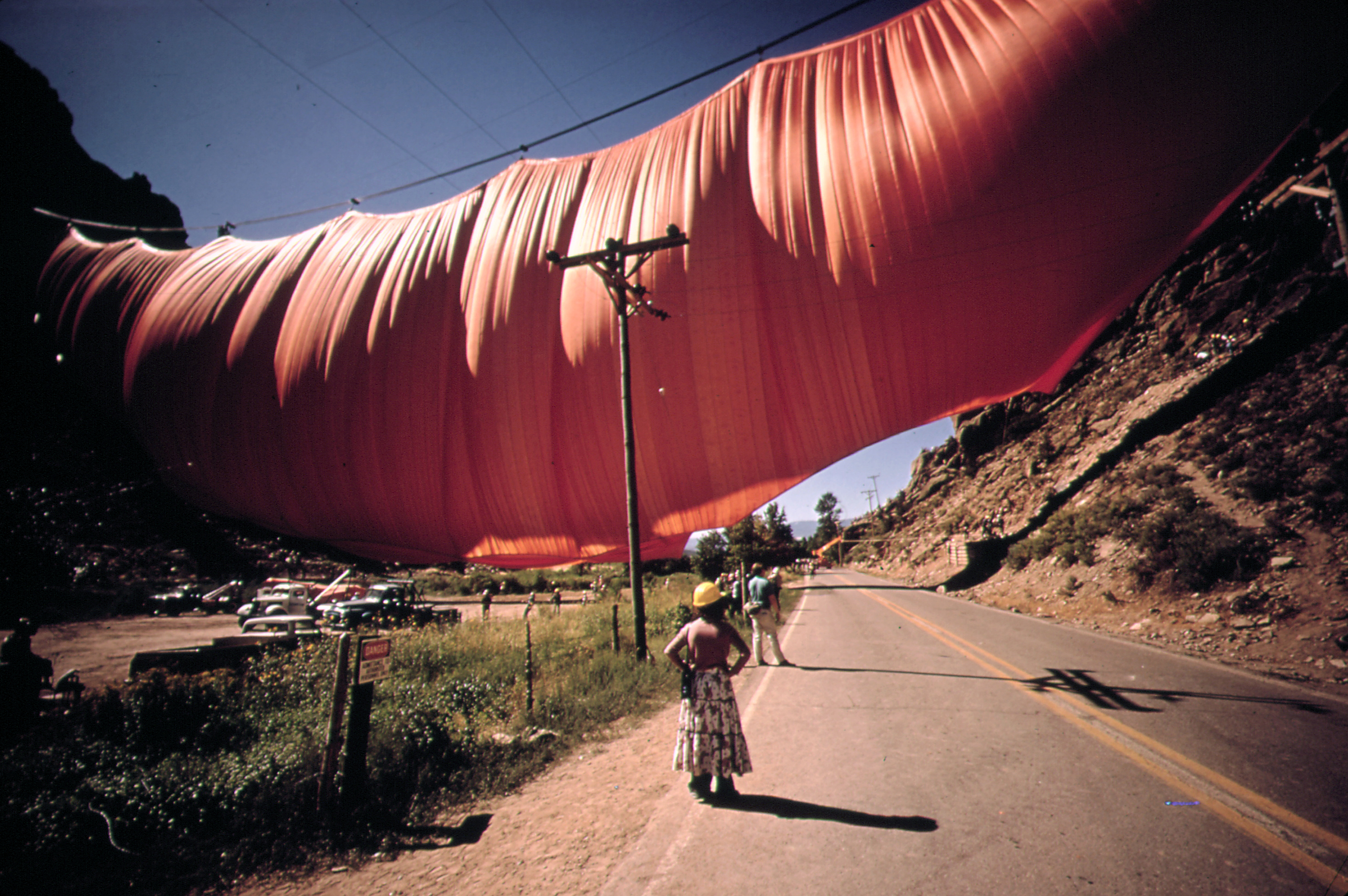
Valley Curtain, un rideau safran barre une vallée entière dans le Colorado.

Le projet Valley Curtain commencé en 1970 s’est enfin réalisé le 10 août 1972 avec un groupe de 35 ouvriers et de 64 intérimaires dont beaucoup d’étudiants en art, de collégiens. C’est un rideau de 13 000 mètres carrés de nylon tissé orange, de 351 m de large et de 111 m de haut. Les câbles qui le maintiennent en place, ont une portée de 417 m, pèsent 50 tonnes et sont fixés à 800 tonnes de fondations de béton : un travail gigantesque pour une préparation de 28 mois. Cependant, le rideau n’est pas resté longtemps en place car les vents soufflaient trop fort avec des rafales de 100 kilomètres par heure sur cette grande voile.

### Running Fenceen Californie
Running Fence, la « Barrière qui court » évoquant la muraille de Chine, se dresse le jour même de la mort du Grand Timonier : le 10 septembre 1976, au nord de San Francisco, dans les comtés de Sonoma et de Marin, Christo et Jeanne-Claude font serpenter sur près de 40 km un ruban de toile de nylon blanche de 200 000 mètres carrés. Ce projet fait penser à la grande muraille de Chine et c'est un hasard que cela coïncide avec le jour de la mort de Mao Ze Dong: ce qui a involontairement accru l’impact de l’œuvre. L’œuvre fait 5,5 m de haut et 39,5 km de long. Ce mur resta en place 14 jours et aucune trace du projet n’est restée sur le sol comme pour les autres sculptures de Christo et Jeanne-Claude. Cette barrière artificielle reliant la terre à la mer et au ciel est comme une métaphore du caractère arbitraire des frontières politiques et géopolitiques.

### Surrounded Islands(1980-1983)
Les îles de la baie de Biscayne à Miami sont encerclées d'une ceinture en polypropylène rose fuchsia pour deux semaines en mai 1983. Surrounded Islands est pour certains[évasif] l’œuvre la plus spectaculaire de Christo et Jeanne-Claude.
Ici Christo et Jeanne-Claude entreprennent de border de toile 11 îlots artificiels qui servent surtout de décharges à ordures (40 tonnes de déchets ont été retirées aux frais des commanditaires avant l'installation du projet). Les préparatifs sont longs et demandent comme toujours de multiples dessins, collages et photographies ainsi que la mise au point d’un dossier de présentation et la tenue de nombreuses réunions avec les autorités locales. À partir d’avril 1981, une équipe d’avocats, d’ingénieurs de la marine, un entrepreneur, un spécialiste de la biologie marine, un ornithologue et un expert en mammifères se mettent au travail d’arrache-pied.
La mise en place de ce tissu rose permet de changer radicalement le paysage. 
Les onze îles ont été entourées de 60 hectares de tissu, découpé selon 79 patrons pour suivre les contours des îles et ce travail a été exécuté dans une usine louée pour l’occasion de novembre 1982 à avril 1983. Cette œuvre a eu un fort impact dans le monde de l’art mais aussi sur le plan touristique.

### Emballage du pont Neuf(du 22 septembre au 7 octobre 1985)

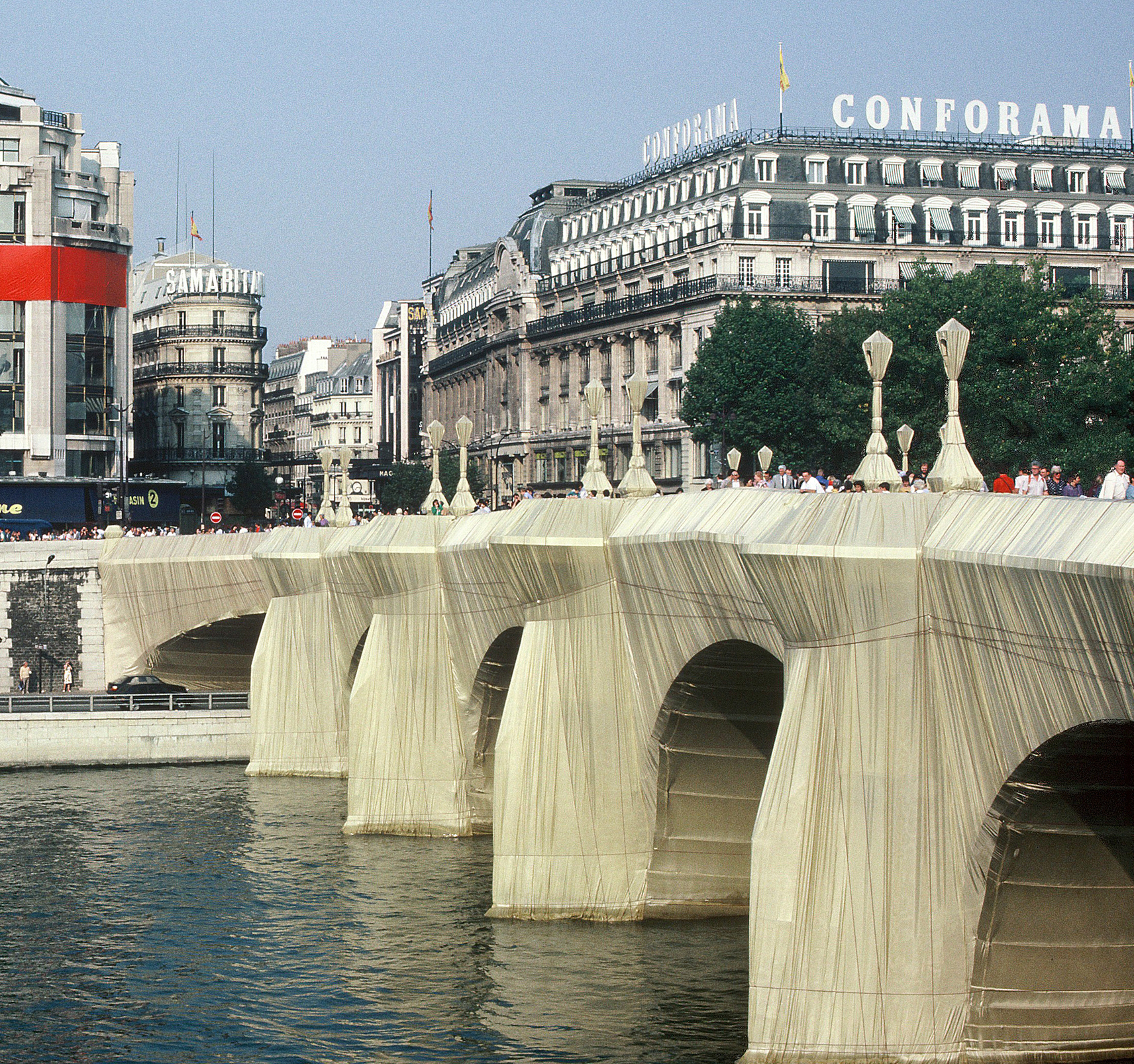
À Paris, le pont Neuf emballé, en septembre 1985.

Le pont Neuf est le plus vieux pont de Paris, sa première pierre a été posée le 31 mai 1578. De nombreux artistes célèbres l'ont peint, comme Turner, Renoir, Picasso. Christo, pionnier du land art, a une dette envers Paris qui l'a accueilli lors de son passage du monde communiste au « monde de la liberté d'expression artistique ». Son projet d'empaquetage du pont avec Jeanne-Claude débute par des dessins préparatoires en 1975. Bien que Christo et Jeanne-Claude assurent l'autofinancement total du projet d'emballement du pont Neuf (coût de l'empaquetage : 1,2 million de francs), son élaboration est longue et ils bataillent pendant dix ans pour obtenir les autorisations et vaincre les réticences. La réception de l'installation a été très contrastée, comme l'a montré l'enquête réalisée par Nathalie Heinich. Ce projet provoque en effet une forte controverse : certains hommes politiques et parisiens méfiants le jugent plutôt saugrenu, irrespectueux pour le monument et sans grand intérêt artistique. L'œuvre éphémère mise en place du 22 septembre au 7 octobre 1985 connaît immédiatement la fréquentation de trois millions de visiteurs.
Le projet représente 40 876 mètres carrés de toile de polyamide couleur « pierre de Paris » et la toile est retenue par 13 076 m de corde, et plus de 12 tonnes de chaînes d’acier. Empaqueté, ce pont perd toute son histoire et son ancienneté pour devenir une architecture moderne et presque aérodynamique.

### Parasol Bridge

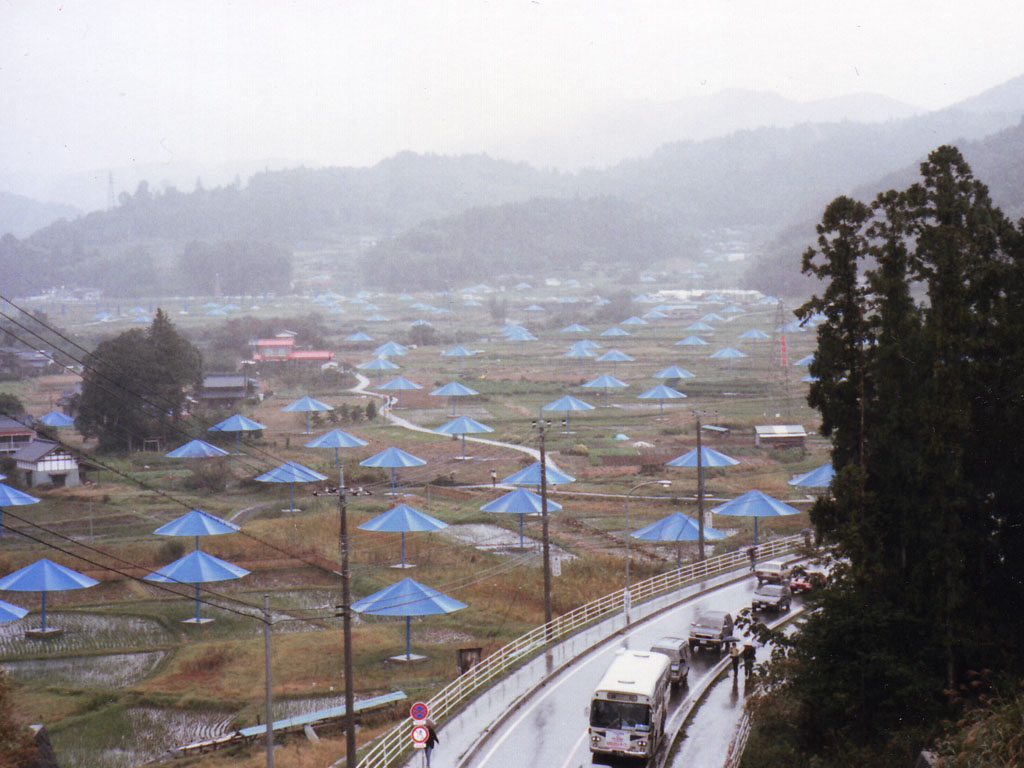
Parasol Bridge, pont symbolique entre l'Est (1340 parasols bleus à Ibaraki) et l'Ouest (1760 parasols jaunes en Californie).

Le couple crée un pont symbolique entre l'Est et l'Ouest, des deux côtés du littoral pacifique : en octobre 1991, Christo et Jeanne-Claude font planter 1 340 parasols bleus à Ibaraki, au Japon et 1 760 jaunes en Californie. Ils font 6 m de haut pour 8,66 m de diamètre et resteront dans les paysages pendant 18 jours. Le 26 octobre 1991, l'un des parasols de Christo et Jeanne-Claude, emporté par le vent, tue une habitante de Camarillo, Lori Mae Matthew, en l’écrasant contre une paroi.

### Emballage du Reichstag(23 juin au 7 juillet1995)
En 1971, Christo, en collaboration avec Jeanne-Claude, esquisse les premiers dessins du projet d'emballage du Reichstag à Berlin. Le projet concernant ce monument chargé de souvenirs douloureux, dont l'incendie fut déclenché et exploité par les nazis en 1933, est freiné, notamment par le chancelier conservateur Helmut Kohl du parti CDU.
Le Reichstag de Berlin, palais où siège l'actuel Bundestag (Parlement allemand), est emballé dans un tissu argenté de 2,5 millimètres d'épaisseur. Helmut Kohl crie au scandale : « C'est une atteinte à la dignité du puissant symbole de l'histoire du pays ».
Il a fallu 100 000 mètres carrés de polypropylène, recouvert par une couche d'aluminium, et quinze kilomètres de corde bleue déployée par 90 alpinistes. Le travail a commencé le 17 juin 1995 et s'est terminé le 24 juin.
Cinq millions de personnes se sont déplacées.

### The Gates(2004-2005)

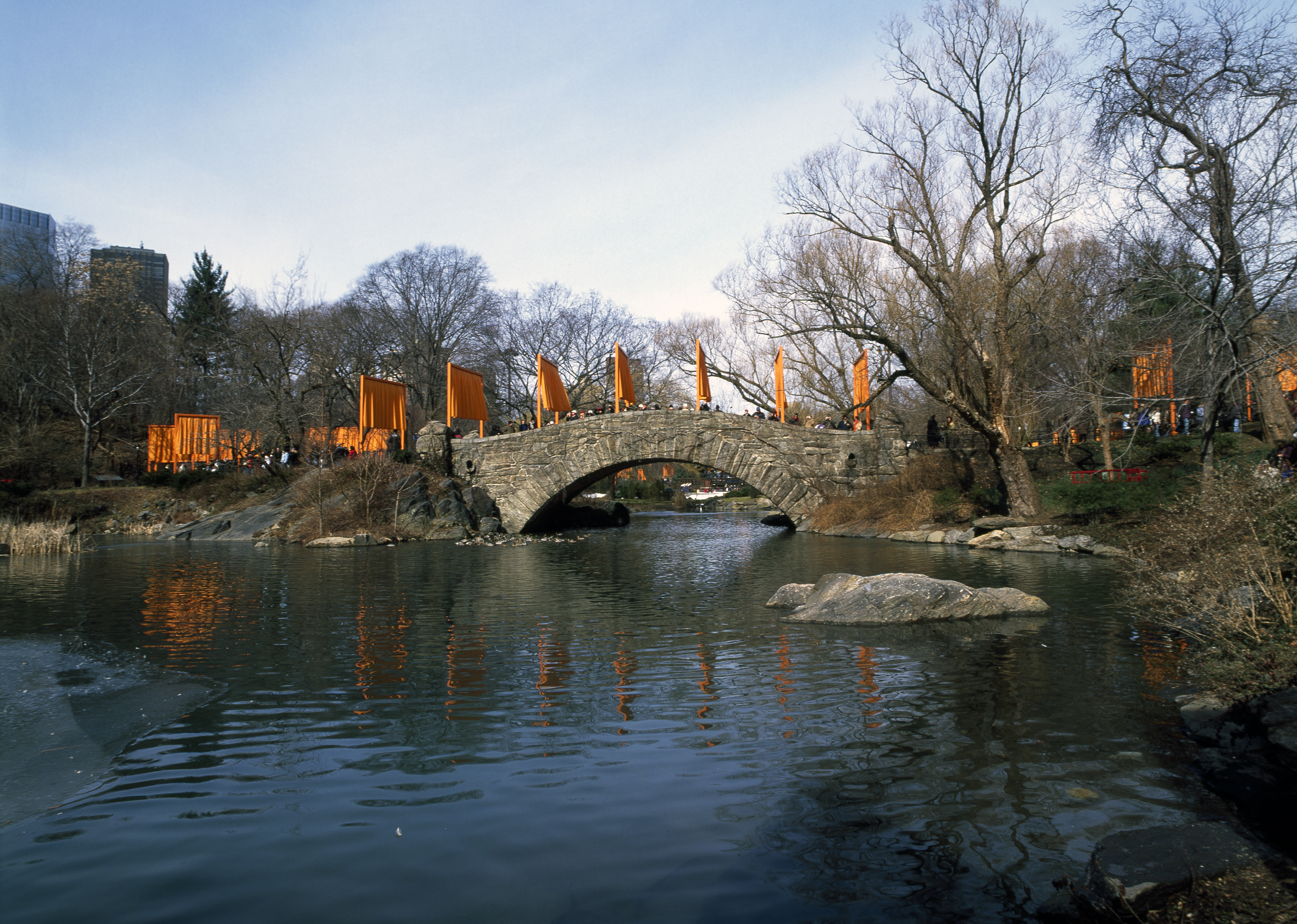
The Gates, parcours à travers Central Park à New York.

Projet présenté durant seize jours du 12 février au 28 février 2005, The Gates est un parcours de 37 kilomètres à travers Central Park à New York, ponctué de 7 500 portiques, hauts d'environ cinq mètres, placés à 4 mètres d'intervalle et tendus d'un rideau de tissu vinyle de couleur orange-safran. Un point de contraste peut être observé au Storm King Art Center, un parc de sculptures renommé situé à 52 miles au Nord de New York City, qui a réussi à faire dialoguer les sculptures et leur paysage depuis plus de cinquante ans. Alors que les sculptures sont installées dans les prairies et les collines ondulantes du parc de Storm King, les Gates étaient liées aux chemins qui serpentent dans le parc. Cela a été fait pour deux raisons : pour éviter de percer des milliers de trous dans le sol et d'endommager potentiellement les systèmes racinaires des arbres adjacents, et parce que Christo et Jeanne-Claude ont été inspirés par la façon dont les piétons de la ville naviguent sur ses chemins. Ainsi, contrairement aux œuvres de Biscayne Bay and Rifle qui divisent et isolent les formes dans le paysage, The Gates s'est aligné sur des voies de circulation préexistantes.

### The Floating Pierssur le lac d'Iseo

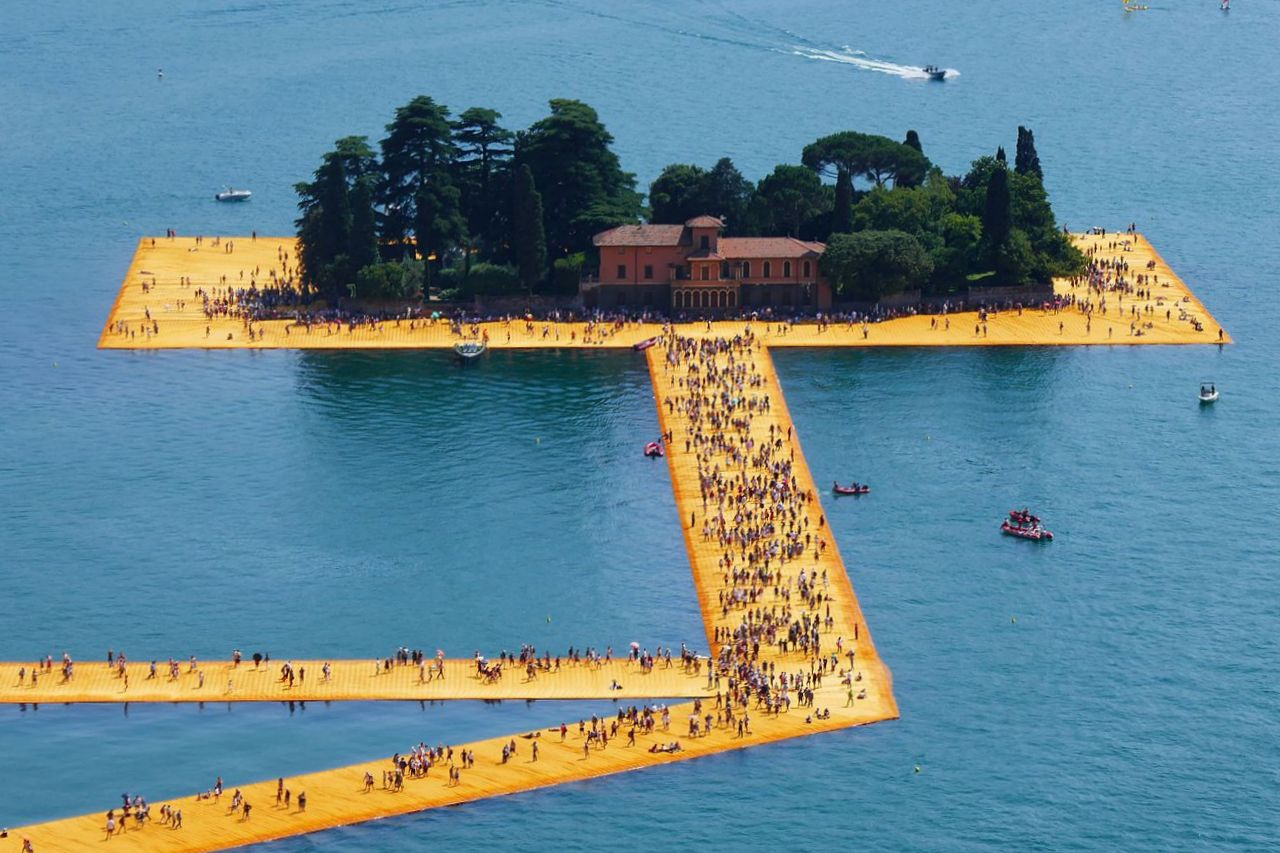
The Floating Piers, plateformes flottantes recouvertes d'un tissu reliant le village de Sulzano à l'île de Monte Isola et celle de San Paolo.

The Floating Piers est un projet qui s'est déroulé en Italie du 18 juin au 3 juillet 2016 sur le lac d'Iseo. Il s'agit de plateformes flottantes composées de blocs de polyéthylène de haute densité recouverts d'un tissu de 100 000 m2 reliant le village de Sulzano à l'île de Monte Isola et celle de San Paolo.
À la fermeture de l'évènement, 1,2 million de personnes s'étaient donc essayées à la marche sur l'eau, ce qui fait de cet évènement le plus important du couple depuis The Gates en 2005.

### L'Arc de Triomphe, Wrapped(du 18 septembre au 3 octobre 2021)
Poursuivant leur série de projets d'« emballages » monumentaux, l'Arc de triomphe de l’Étoile à Paris est enveloppé de 25 000 mètres carrés de tissu recyclable en polypropylène argent bleuté et de 3 000 mètres de corde recyclable en polypropylène rouge, initialement prévu pour l'automne 2020. Celle-ci a été reportée d'un an du samedi 18 septembre au dimanche 3 octobre 2021, en raison de la pandémie COVID-19 en France et son impact sur le secteur des arts et de la culture dans le monde. Après la mort de Christo, son bureau a déclaré que le projet serait néanmoins achevé. Le projet est sujet à controverse lors de son installation, notamment concernant son financement, mais l'entourage de Christo affirme qu'il est intégralement financé par des ventes d'œuvres de l'artiste,.
Plusieurs articles de presse dans la presse française, ou internationale, ont effacé le nom de Jeanne Claude, le hashtag officiel étant #christoparis ce qui a créé une polémique sur l'effacement de la créatrice au sein du duo d'artistes.

### Financement des réalisations
Les œuvres de Christo et Jeanne-Claude, gigantesques et donc coûteuses, sont en général entièrement financées par la vente des études préparatoires. Une exposition sur les dessins préparatoires de « The Gates », organisée d'avril à juillet 2004 au Metropolitan Museum of Art de New York a attiré les collectionneurs et le public.
Le coût de l'empaquetage posthume de l'arc de triomphe pendant deux semaines s'élève à 14 millions d'euros, financés par une vente aux enchères Sotheby's d'œuvres de Christo et Jeanne-Claude,.

### Projets
Un mastaba à Abou Dhabi, aux Émirats arabes unis, composé d'un empilement de barils de pétrole.
Le projet Au-dessus de la rivière Arkansas dans le Colorado, à l'étude à partir de 1992, est finalement abandonné en 2017. Le projet consistait à suspendre une toile de 10 km au-dessus du lit de la rivière, en suivant la forme du cours d'eau. Le projet était prévu pour le mois d'août, afin de coïncider avec le moment où des milliers de rafteurs parcourent la rivière. Quatre tests en vraie grandeur ont été réalisés dans un lieu tenu secret.

## Hommages
Dans le port de Bruxelles, le pont des Hospices, infrastructure reprise à l'inventaire du patrimoine architectural de la Région de Bruxelles-Capitale en attente de rénovation depuis fin 2023, a été emballé dans du papier aluminium blanc en hommage à Christo.
La place du Pont-Neuf (Paris) est renommée « place du Pont-Neuf-Christo-et-Jeanne-Claude » en 2025.

## Publications
- Christo et Jeanne-Claude, 75, éd. Taschen Une édition collector de 1 000 exemplaires signés par Christo.
- Erreurs les plus fréquentes, coll. « L'Art en écrit », éditions Jannink, Paris, 1998
- Valley Curtain, photographies Shunk-Kender, échantillon de la toile de barrage, éditions Horay, Paris, 1973

#### Christo
- Site officiel
- Ressources relatives aux beaux-arts (pour Christo) :   - Artists of the World Online
  - Bridgeman Art Library
  - Cooper–Hewitt, Smithsonian Design Museum
  - Fondation Maeght
  - Galerie nationale de Finlande
  - Kunstindeks Danmark
  - Musée d'art Nelson-Atkins
  - Musée national centre d'art Reina Sofía
  - Musée national du Victoria
  - Museum of Modern Art
  - MutualArt
  - National Gallery of Art
  - RKDartists
  - Smithsonian American Art Museum
  - Tate
  - Te Papa Tongarewa
  - Union List of Artist Names
- Ressources relatives à l'audiovisuel (pour Christo) :   - AllMovie
  - Filmportal
  - IMDb
- Ressource relative à plusieurs domaines (pour Christo) :   - Radio France
- Ressource relative à la recherche (pour Christo) :   - Persée
- Notices dans des dictionnaires ou encyclopédies généralistes :   - Britannica
  - Den Store Danske Encyklopædi
  - Deutsche Biographie
  - Dictionary of Sydney
  - Gran Enciclopèdia Catalana
  - Hrvatska Enciklopedija
  - Internetowa encyklopedia PWN
  - Nationalencyklopedin
  - Munzinger
  - Proleksis enciklopedija
  - Store norske leksikon
  - Treccani
  - Visuotinė lietuvių enciklopedija
- Notices d'autorité (pour Christo) :   - VIAF
  - ISNI
  - BnF (données)
  - IdRef
  - LCCN
  - GND
  - Italie
  - Japon
  - CiNii
  - Espagne
  - Belgique
  - Pays-Bas
  - Pologne
  - Israël
  - NUKAT
  - Catalogne
  - Suède
  - Australie
  - WorldCat

#### Jeanne-Claude
- Ressources relatives aux beaux-arts (pour Jeanne-Claude) :   - Artists of the World Online
  - Delarge
  - Kunstindeks Danmark
  - National Gallery of Art
  - RKDartists
  - Smithsonian American Art Museum
  - Union List of Artist Names
- Ressources relatives à l'audiovisuel (pour Jeanne-Claude) :   - AllMovie
  - Filmportal
  - IMDb
- Notices dans des dictionnaires ou encyclopédies généralistes :   - Deutsche Biographie
  - Dictionary of Sydney
  - Universalis
  - Visuotinė lietuvių enciklopedija
- Notices d'autorité (pour Jeanne-Claude) :   - VIAF
  - ISNI
  - BnF (données)
  - IdRef
  - LCCN
  - GND
  - Italie
  - Japon
  - Espagne
  - Pays-Bas
  - Pologne
  - Israël
  - NUKAT
  - Suède
  - Australie
  - Norvège
  - Croatie
  - Tchéquie
  - WorldCat

#### Christo et Jeanne-Claude
- (en) Site officiel
- Ressources relatives aux beaux-arts :   - Art UK
  - Bénézit
  - Galerie berlinoise
  - Grove Art Online
  - Smithsonian American Art Museum
  - Union List of Artist Names
- Ressource relative à l'audiovisuel :   - IMDb
- Notices dans des dictionnaires ou encyclopédies généralistes :   - Britannica
  - Universalis
- Notices d'autorité :   - VIAF
  - GND
- Catalogue raisonné de l'œuvre de Christo